# En vivo desde París
En vivo desde París —Live from Paris en países no hispanohablantes— es el cuarto álbum en vivo y DVD de la cantautora colombiana Shakira, publicado a lo largo de diciembre de 2011 a través de la compañía discográfica Sony Music. Fue filmado por Nick Wickham en el Palais Omnisports de Paris-Bercy en Francia, durante la etapa 2011 del Sale el sol World Tour (2010-2011). Incluye las actuaciones del concierto y un CD con varias pistas en vivo, acompañado de varias fotografías tomadas durante los ensayos de la gira. Como parte de la promoción, Shakira se presentó en varias ceremonias de premios, incluyendo los Grammy Latinos y los 40 Principales en 2011.
En el álbum, Shakira muestra sus capacidades para hablar y cantar en idioma francés. Tras su publicación, En vivo desde París recibió comentarios mixtos por los críticos de la música. El álbum tuvo una buena recepción comercial, logrando el número uno en Polonia y en la lista Latin Pop Albums de Billboard. En vivo desde París alcanzó el top diez de las listas de Argentina, Austria, Francia, Italia, México y Suiza. «Antes de las seis» y «Je l'aime à mourir» fueron lanzados como sencillos del álbum a fines de 2011.

## Antecedentes y grabación

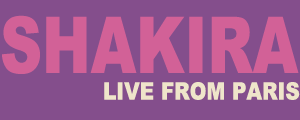
Logo oficial de la versión en inglés del álbum, Live from Paris.

A finales de 2009, se anunció que Shakira se embarcaría en una gira en el 2010, en promoción de su sexto álbum de estudio Loba (2009). Oficialmente, los planes de esa gira se cancelaron y en mayo de 2010 se anunció Sale el Sol World Tour, en promoción de Sale el sol (2010). Comenzó el 15 de septiembre de 2010 en Montreal, Canadá y terminó el 15 de octubre de 2011 en San Juan, Puerto Rico. La gira recorrió Norteamérica, Europa, Latinoamérica, Asia y África. Durante la etapa en Latinoamérica de la gira, varias grabaciones se transmitieron en vivo y se difundieron en la red, incluyendo las presentaciones en Buenos Aires, Argentina, Zapopan, México y Bogotá, Colombia, las cuales se especulaban como la grabación oficial del álbum en vivo. En junio de 2011, se anunció que el álbum se grabaría durante sus dos presentaciones en el Palais Omnisports de Paris-Bercy en París, Francia. Se utilizaron varias cámaras estereoscópicas para grabar el vídeo. En noviembre de 2011, la página oficial de Shakira anunció la fecha de lanzamiento, la lista de canciones y la portada oficial del álbum. El vídeo se grabó por Nick Wickham, quien ya había trabajado con Shakira en el álbum en vivo Tour Fijación Oral (2007).

## Contenido y lanzamiento
Sony Music lanzó En vivo desde París en diferentes ediciones y formatos. La primera edición, DVD o Blu-ray, incluye el vídeo con la actuación en vivo. Además, contiene cinco vídeos extras, incluyendo detrás de escenas y un clip con Sanziana, una imitadora y fanática de Shakira. También se publicó un CD en vivo, junto con el DVD. Este formato excluye las presentaciones de «Si te vas» y «Gordita», también contiene versiones diferentes en vivo de «Whenever, Wherever», «Sale el sol», «Las de la intuición» y «Ojos así». Durante la gira, Shakira presentó un mash up entre «Suerte» / «Whenever, Wherever» y «Unbelievable» (1990) de EMF, y un popurrí con «Despedida» y «Nothing Else Matters» (1990) de Metallica. Ambos temas musicales fueron incluidos en el DVD/CD del álbum. Como parte del repertorio, la cantante versionó «Je l'aime à mourir» de Francis Cabrel, durante su presentación en París. Dicha versión también figura parte de la lista de canciones del álbum.

## Promoción
A Day with Shakira, un documental que muestra el detrás de escenas de los conciertos, se estrenó en varios cines de Bélgica, Colombia, España, Italia, México, Países Bajos, Portugal y Perú en diciembre de 2011. El documental también incluye varias presentaciones en vivo grabadas en diferentes fechas de la gira. El canal de televisión TNT trasmitió un especial televisivo del concierto, titulado TNT Concert: Shakira, En vivo desde París. Salió al aire 9 de diciembre de 2011, y se emitió durante tres fechas diferentes en diciembre del mismo año. El especial se volvió a trasmitir durante un especial de año nuevo el 31 de diciembre de 2011, realizado por el mismo canal. Shakira se presentó en la ceremonia número doce de los Premios Grammy Latinos el 10 de noviembre de 2011. Durante dicha entrega de premios, la cantante presentó una versión acústica de «Antes de las seis», el primer sencillo del álbum. En esa misma ceremonia, Shakira recibió el premio a la Persona del Año. En diciembre de 2011, la página oficial de la revista Rolling Stone, publicó un vídeo de la presentación en vivo de «Whenever, Wherever». Varios avances fueron publicados en la página oficial de Shakira en noviembre de 2011. Las presentaciones de «Whenever, Wherever», «Nothing Else Matters/Despedida» y «Loca» se publicaron en el canal oficial de Shakira en YouTube.

### Sencillos
Al igual que los álbumes en vivo previos de Shakira, MTV Unplugged (2000) y En vivo y en privado (2004), se lanzaron dos sencillos para promocionar el álbum. «Antes de las seis» fue confirmada como el primer sencillo de En vivo desde París y como el cuarto sencillo de Sale el sol (2010). La canción se publicó el 21 de octubre de 2011 y fue escrita por Shakira y Lester Mendez. El vídeo musical en vivo se publicó el 2 de noviembre de 2011. Shakira presentó la canción en vivo durante la ceremonia de los Premios Grammy Latinos el 10 de noviembre de 2011 y en los Premios 40 Principales el 9 de diciembre del mismo año. «Antes de las seis» logró entrar en varias listas musicales del mundo. En México, consiguió la posición número catorce, en Corea del Sur, la canción llegó a la posición treinta en la lista Gaon International Chart y en Estados Unidos, «Antes de las seis» logró entrar en las listas Latin Pop Songs y Hot Latin Songs, ambas de Billboard, en las posiciones cuatro y veintiuno, respectivamente.
El segundo sencillo, «Je l'aime à mourir», es una versión en español y francés de Francis Cabrel. Inicialmente, fue lanzada como sencillo promocional en Europa el 29 de noviembre de 2011. Shakira interpretó la canción durante Sale el Sol World Tour en los conciertos de París y Ginebra en junio de 2011. El vídeo musical en vivo fue publicado en la página oficial de Shakira el 22 de diciembre de 2011. Tras el éxito radial de la canción en Francia y Bélgica, la canción se lanzó como segundo sencillo oficial en Francia el 23 de enero de 2012. Shakira realizó una versión acústica de «Je l'aime à mourir» en la gala de los premios NRJ Music el 27 de enero de 2012. La canción logró el número uno en listas de Francia y Bélgica, además recibió disco de oro, por parte de la SNEP y de la IFPI. «Je l'aime à mourir» también llegó a la posición treinta y cuatro en la lista Canadian Hot 100.

## Recepción

### Comentarios de la crítica
En vivo desde París recibió una acogida mixta por parte de los críticos contemporáneos. Willian Gonzalez Badillo de El Heraldo comentó que En vivo desde París «es una de las experiencias en vivo más sorprendentes y arriesgadas que haya podido realizar la artista barranquillera», además comentó que «los shows de Shakira demuestran cómo la ausencia de parafernalia, de fuegos artificiales y efectos exorbitantes hacen aún más presente la fuerza, energía y ganas que impregna con sus pies descalzos en el escenario, esos con los que camina alrededor del globo como una gitana y que aún conservan su indeleble esencia latina». Stephen Thomas Erlewine de Allmusic señaló a «Why Wait» y «Whenever, Wherever» como las mejores presentaciones del álbum y dijo «Shakira se apoya fuertemente en ostentosos fusiones de electro-dance pero encuentra espacio para momentos más tranquilos, ya sea una versión reducida de "Nothing Else Matters" de Metallica o su "Gypsy", manteniendo el mismo impulso en marcha a lo largo de una serie larga, luego derribó la casa con "Waka Waka".» Adam Markovitz de Entertainment Weekly dio una revisión mixta y afirmó que «la magia de las caderas torbellinas [de Shakira] han ido convirtiendo jingles espanglish como "Whenever, Wherever" y "She Wolf" en éxitos durante una década. Y Shakira claramente lo sabe» y añadió «ella se retuerce y se mueve a través de su catálogo como la instructora stripper de aeróbicos mejor pagada del mundo, mostrando mucha piel, pero lamentablemente, no es muy musical».
Carlos Quintana de About.com le dio al álbum cuatro y media de cinco estrellas y afirmó que «en general, es un buen CD [...] con un buen repertorio» además comentó que el DVD «es fantástico [...] se puede casi respirar con la multitud que rodeaba la energía de la actuación de Shakira en París. Esta producción ofrece una buena visión general de la carrera musical de Shakira. Si te gusta la música de Shakira y quieres una buena visión de su carrera musical, En vivo desde París será de tu agrado». En la ceremonia de los Premios Grammy Latinos de 2012, En vivo desde París fue nominado en la categoría «Mejor vídeo de larga duración», pero perdió ante MTV Unplugged de Juanes.

## Lista de canciones
| DVD/Blu-ray | |                                                                                          |          |  |
| N.º         | Título                                                                                             | Escritor(es)                                                                             | Duración |  |
| 1.          | «Pienso en ti»                                                                                     | Shakira Mebarak                                                                          | 2:39     |  |
| 2.          | «Why Wait»                                                                                         | Shakira, Pharrell Williams                                                               | 2:47     |  |
| 3.          | «Te dejo Madrid»                                                                                   | Shakira, Tim Mitchell, George Noriega                                                    | 3:19     |  |
| 4.          | «Si te vas»                                                                                        | Shakira, Luis Fernando Ochoa                                                             | 4:34     |  |
| 5.          | «Whenever, Wherever» (contiene extractos de «Unbelievable»)                                        | Shakira, Gloria Estefan, Mitchell, James Atkin, Ian Dench, Derry Brownson, Mark Decloedt | 8:04     |  |
| 6.          | «Inevitable»                                                                                       | Shakira, Ochoa                                                                           | 3:35     |  |
| 7.          | «Nothing Else Matters»/«Despedida» (medley) (versión Folk; contiene extractos de «A'atini El Nay») | James Hetfield, Lars Ulrich / Shakira, Pedro Aznar                                       | 8:37     |  |
| 8.          | «Gypsy»                                                                                            | Amanda Ghost, Shakira, Ian Dench, Carl Sturken, Evan Rogers                              | 6:29     |  |
| 9.          | «La tortura»                                                                                       | Shakira, Ochoa                                                                           | 3:36     |  |
| 10.         | «Ciega, sordomuda»                                                                                 | Shakira, Estefano Salgado                                                                | 5:10     |  |
| 11.         | «Underneath Your Clothes»                                                                          | Shakira, Mendez                                                                          | 4:00     |  |
| 12.         | «Gordita»                                                                                          | Shakira, Calle 13                                                                        | 3:56     |  |
| 13.         | «Sale el sol»                                                                                      | Shakira, Ochoa                                                                           | 3:49     |  |
| 14.         | «Las de la intuición»                                                                              | Shakira, Ochoa                                                                           | 3:15     |  |
| 15.         | «Loca»                                                                                             | Shakira, Edward Bello, Dylan Mills, Armando Pérez                                        | 3:06     |  |
| 16.         | «She Wolf» (contiene extractos de «Mapalé»)                                                        | Shakira, John Hill, Sam Endicott                                                         | 4:39     |  |
| 17.         | «Ojos así»                                                                                         | Shakira, Javier Garza, Pablo Florez                                                      | 6:26     |  |
| 18.         | «Antes de las seis»                                                                                | Shakira, Méndez                                                                          | 2:54     |  |
| 19.         | «Je l'aime à mourir»                                                                               | Francis Cabrel                                                                           | 3:45     |  |
| 20.         | «Hips Don't Lie»                                                                                   | Shakira, Wyclef Jean, Oscar Arfanno, LaTravia Parker                                     | 6:51     |  |
| 21.         | «Waka Waka (This Time for Africa)»                                                                 | Shakira, Hill, Freshlyground, Golden Sounds                                              | 5:55     |  |
| 22.         | «Créditos» (Contiene extractos de «Rabiosa»)                                                       | Shakira, Pérez, Bello                                                                    | 1:53     |  |
| 94:49       | |                                                                                          |          |  |

| Vídeos extras edición de lujo |                                                   |          |  |
| N.º                           | Título                                            | Duración |  |
| 1.                            | «Shakira ensayando» (Detrás de escenas)           | 4:53     |  |
| 2.                            | «Shakira & Sanziana» (Detrás de escenas)          | 3:25     |  |
| 3.                            | «Shakira en París» (Detrás de escenas)            | 4:48     |  |
| 4.                            | «Shaki – Carrera de caballos» (Detrás de escenas) | 3:29     |  |
| 5.                            | «Shakira jugando Golf» (Detrás de escenas)        | 3:27     |  |

| CD en vivo |                                                             |                                                              |          |  |
| N.º        | Título                                                      | Escritor(es)                                                 | Duración |  |
| 1.         | «Pienso en Ti»                                              | Shakira                                                      | 2:35     |  |
| 2.         | «Why Wait»                                                  | Shakira, Williams                                            | 2:49     |  |
| 3.         | «Te dejo Madrid»                                            | Shakira, Mitchell, Noriega                                   | 3:18     |  |
| 4.         | «Whenever, Wherever» (contiene extractos de «Unbelievable») | Shakira, Estefan, Mitchell, Atkin, Dench, Brownson, Decloedt | 5:14     |  |
| 5.         | «Inevitable»                                                | Shakira, Ochoa                                               | 3:35     |  |
| 6.         | «Nothing Else Matters»/«Despedida» (medley) (versión Folk)  | Hetfield, Ulrich, Shakira, Aznar                             | 4:46     |  |
| 7.         | «Gypsy»                                                     | Ghost, Shakira, Dench, Sturken, Rogers                       | 5:29     |  |
| 8.         | «La tortura»                                                | Shakira, Ochoa                                               | 3:41     |  |
| 9.         | «Ciega, sordomuda»                                          | Shakira, Salgado                                             | 5:16     |  |
| 10.        | «Underneath Your Clothes»                                   | Shakira, Mendez                                              | 4:01     |  |
| 11.        | «Sale el sol»                                               | Shakira, Ochoa                                               | 3:23     |  |
| 12.        | «Las de la intuición»                                       | Shakira, Ochoa                                               | 2:55     |  |
| 13.        | «Loca»                                                      | Shakira, Bello, Mills, Pérez                                 | 3:06     |  |
| 14.        | «She Wolf» (contiene extractos de «Mapalé»)                 | Shakira, Hill, Endicott                                      | 4:18     |  |
| 15.        | «Ojos Así»                                                  | Shakira, Garza, Florez                                       | 4:30     |  |
| 16.        | «Antes de las seis»                                         | Shakira, Méndez                                              | 2:56     |  |
| 17.        | «Je l'aime à mourir»                                        | Cabrel                                                       | 3:50     |  |
| 18.        | «Hips Don't Lie»                                            | Shakira, Jean, Arfanno, Parker                               | 6:54     |  |
| 19.        | «Waka Waka (This Time for Africa)»                          | Shakira, Hill, Freshlyground, Golden Sounds                  | 4:45     |  |
| 77:21      |                                                             |                                                              |          |  |

## Listas

### Semanales
| País (Lista)                      | Mejor posición |
| --------------------------------- | -------------- |
| Alemania (Media Control Charts)   | 43             |
| Bélgica Flanders (Ultratop 50)    | 49             |
| Bélgica Valonia (Ultratop 40)     | 16             |
| España (PROMUSICAE)               | 18             |
| Estados Unidos (Top Latin Albums) | 2              |
| Estados Unidos (Latin Pop Albums) | 1              |
| Francia (SNEP)                    | 8              |
| Grecia (IFPI Grecia)              | 48             |
| Italia (FIMI DVD chart)           | 3              |
| México (Top 100 México)           | 4              |
| Países Bajos (MegaCharts)         | 85             |

| País (Lista)                                 | Mejor posición |
| -------------------------------------------- | -------------- |
| Austria (Ö3 Austria Top 10 DVD)              | 6              |
| Francia (French Music DVD Chart)             | 2              |
| Hungría (Magyar DVD)                         | 11             |
| Países Bajos (Dutch DVD Music Top 30)        | 11             |
| Polonia (Polish DVD Music Charts)            | 1              |
| Portugal (Associação Fonográfica Portuguesa) | 6              |
| Suecia (Sverigetopplistan)                   | 13             |
| Reino Unido (Official UK DVD Chart)          | 29             |

| País (Lista)      | Mejor posición |
| ----------------- | -------------- |
| Argentina (CAPIF) | 4              |

| País (Lista)                     | Posición |
| -------------------------------- | -------- |
| México (Top 100 México)          | 41       |
| Francia (SNEP)                   | 152      |
| Francia (French Music DVD Chart) | 26       |

| País (Lista)                                | Posición |
| ------------------------------------------- | -------- |
| Bélgica Valonia (Ultratop 40)               | 74       |
| Bélgica Valonia (Ultratop DVD)              | 20       |
| Estados Unidos (Top Latin Albums)           | 47       |
| Estados Unidos (Latin Pop Albums)           | 17       |
| Estados Unidos (Billboard Top Music Videos) | 11       |
| México (Top 100 México)                     | 24       |

## Certificaciones

### Álbum
| Territorio | Organismo certificador | Certificación | Ventas certificadas | Ref.   |
| ---------- | ---------------------- | ------------- | ------------------- | ------ |
| Francia    | SNEP                   | Platino       | 100,000             | [ 83 ] |
| México     | AMPROFON               | Platino + Oro | 90,000              | [ 74 ] |

### DVD
| Territorio | Organismo certificador | Certificación | Ventas certificadas | Ref.   |
| ---------- | ---------------------- | ------------- | ------------------- | ------ |
| Francia    | SNEP                   | Platino       | 15,000              | [ 84 ] |
| Polonia    | ZPAV                   | Oro           | 5,000               | [ 85 ] |

## Créditos y personal
Créditos adaptados del folleto del álbum y Allmusic.
- A&R — Isabel de Jesús y Paul Forat
- Administración — Fernando Cabral y Afo Verde
- Arte digital — Owen Hulme y Barney Jordan
- Asistentes, coordinadores y representantes de producción — Kat Hartigan, Sarah Merry, Ali Vatter, Bill Leabody, Phay McMahon, Jamie Silk y Jake Berry
- Bailarinas — Yanet Fuentes y Dionne Renee
- Bajo eléctrico — Eric Holden
- Batería — Omar Sánchez y Brendan Buckley
- Camarógrafos — Simon Cádiz, Adam Gohil, Julian Harries, Matt Ingham, Redo Jackson, Alistair Miller, Lotte Ockeloen, Eugene O'Connor, Harriet Sheard, Niels VanBrakel, Tim Van Der Voort, Alan Wells, Nick Wheeler, Shaun Willis y Joe Wolohan
- Colorista — Aidan Farrell
- Coreógrafo — Maite Marcos
- Corista — Olgui Chirino
- Director — Nick Wickham
- Director musical — Tim Mitchell
- Diseño de iluminación — Paul Normandale, Fraser Elisha y Daniel O'Brien
- Diseño de foro y de espectáculo —  Es Devlin, Felix Barrett, Shawn Saucier, Dan McGee y Rome Reddick
- Edición — Reg Wrench y Benny Trickett
- Fotógrafo — Xavi Menos y Marc Baptiste
- Guitarras — Andy Corns, Sean «Stig» Tighe, Grecco Buratto, Tim Mitchell y Shakira

- Iluminación — Joe Gonzales
- Ingenieros de sonido — Ollie Nesham, William Fisher, Dustin Lewis, Ed Dracoules, Chris King y Ben Summerhayes
- Maquillaje — Elaine Kennedy, Lorraine Milligan y Elizabeth Patey
- Máster de grabación — Marco Marcussen y Vlado Miller
- Mezcla — Dave Clauss
- Peinado — Cynthia Álvarez y Luz Marina González
- Percusión — Reggie Bankston y Thomas Akuru
- Portada/Cubierta — David Cruz, David Wolff-Patrick, Jaume de Laiguana y Erik Kabik
- Productores discográficos — Emer Patten y Shakira
- Programador — Freddy Piñero
- Producción de vídeo — Michael Tinsley, Christine Henry, Michael Bischof y Xavi Menos
- Promotor — Live Nation, Igor Dawidowicz, Nadine Fortas y Angelo Gopee
- Proyección — David Cruz
- Supervisor de Audio — Tim Summerhayes
- Supervisor musical — Magnus Fiennes
- Supervisor de producción — Jake Berry
- Teclados — Albert Menéndez
- Técnicos de iluminación — Martin Garnish, Kris Lundberg, Ben Rogerson y Chris Roper
- Vestuario — Pam Lewis
- Violín — Una Palliser
- Voz principal — Shakira

## Historial de lanzamientos
| Región         | Fecha                  | Formato                                  | Compañía discográfica           | Ref.          |
| -------------- | ---------------------- | ---------------------------------------- | ------------------------------- | ------------- |
| Europa         | 2 de diciembre de 2011 | CD, DVD, Blu-ray Disc y Descarga digital | Sony Music                      | [ 87 ]        |
| Francia        | 2 de diciembre de 2011 | CD, DVD, Blu-ray Disc y Descarga digital | Epic                            | [ 88 ] [ 89 ] |
| Reino Unido    | 2 de diciembre de 2011 | CD, DVD, Blu-ray Disc y Descarga digital | Sony Music Entertainment        | [ 90 ] [ 91 ] |
| Canadá         | 5 de diciembre de 2011 | CD, DVD, Blu-ray Disc y Descarga digital | Sony Music Entertainment Canada | [ 92 ] [ 93 ] |
| Estados Unidos | 5 de diciembre de 2011 | CD, DVD, Blu-ray Disc y Descarga digital | Epic                            | [ 59 ]        |
| México         | 5 de diciembre de 2011 | CD, DVD, Blu-ray Disc y Descarga digital | Sony Music Latin                | [ 94 ]        |
| Colombia       | 5 de diciembre de 2011 | CD, DVD, Blu-ray Disc y Descarga digital | Sony Music Latin                | [ 95 ]        |

### Citas
1. 1 2 3 4  «Shakira.com > News > Shakira en Vivo desde París, en DVD el 6 de diciembre». Página oficial de Shakira. Epic Records. 2 de noviembre de 2011. Archivado desde el original el 25 de abril de 2012. Consultado el 1 de marzo de 2013.
2. 1 2  «iTunes - Music - Antes de las Seis - Single by Shakira». iTunes (en inglés). Apple. Archivado desde el original el 21 de septiembre de 2013. Consultado el 1 de marzo de 2013.
3. 1 2  «iTunes - Musique - Je l'aime à mourir (Studio Version) - Single par Shakira». iTunes Francia (en francés). Apple. Consultado el 1 de marzo de 2013.
4. ↑  «“Shakira, en vivo desde París” a la venta el 6 de diciembre | Fantástica». Fantástica. Radio Cadena Nacional. 3 de noviembre de 2011. Consultado el 1 de marzo de 2013. (enlace roto disponible en Internet Archive; véase el historial, la primera versión y la última).
5. 1 2 3 4 5 6 7 8 9 10  «Especial: En vivo desde París | Shakira Sale el Sol». Shakira Sale el Sol. 26 de febrero de 2011. Archivado desde el original el 24 de septiembre de 2015. Consultado el 1 de marzo de 2013.
6. 1 2 3  Léa Vifelle (15 de septiembre de 2011). «Shakira sortira un DVD Live le 22 novembre prochain.». Trenditude France (en francés). Consultado el 1 de marzo de 2013.
7. 1 2 3  EFE (3 de noviembre de 2011). «"Shakira, en vivo desde París", el nuevo álbum de la barranquillera | Entretenimiento». Noticias Caracol. Caracol Televisión. Consultado el 4 de marzo de 2013.
8. ↑  Cameron (27 de noviembre de 2009). «Shakira looking for opening act for 2010 tour | MuchMusic.com | Blog». MuchMusic (en inglés). Bell Media. Archivado desde el original el 16 de noviembre de 2012. Consultado el 2 de marzo de 2013.
9. ↑  «Shakira Develops 'Delightful' Interactive Tour - Terra USA». Terra Estados Unidos (en inglés). Terra Networks. 12 de agosto de 2010. Consultado el 2 de marzo de 2013.
10. ↑  «Shakira Announces World Tour Dates - Terra USA». Terra Estados Unidos (en inglés). Terra Networks. 2 de mayo de 2010. Consultado el 2 de marzo de 2013.
11. ↑  «Shakira.com > News > Special Montreal preview show announced!». Página oficial de Shakira (en inglés). Epic Records. 2 de agosto de 2010. Archivado desde el original el 5 de agosto de 2010. Consultado el 2 de marzo de 2013.
12. 1 2  «Tour dates | Shakira.com». Página oficial de Shakira. Epic Records. Archivado desde el original el 1 de octubre de 2011. Consultado el 2 de marzo de 2013.
13. ↑  Fechas oficiales de la gira: 
  - «Tour dates | Shakira.com». Página oficial de Shakira. Epic Records. Archivado desde el original el 14 de abril de 2011. Consultado el 2 de marzo de 2013.
  - «Tour dates | Shakira.com». Página oficial de Shakira. Epic Records. Archivado desde el original el 5 de mayo de 2011. Consultado el 2 de marzo de 2013.
14. 1 2  «Noticias del Pop Festival 2011». The Pop Festival. Archivado desde el original el 4 de abril de 2011. Consultado el 2 de marzo de 2013.
15. ↑  «Shakira se lució con su presentación en Bogotá - Archivo - Archivo Digital de Noticias de Colombia y el Mundo desde 1.990 - eltiempo.com». El Tiempo. Casa Editorial El Tiempo. 14 de marzo de 2011. Consultado el 2 de marzo de 2013.
16. ↑  «Shakira, ahora en 3D». Infobae América. 20 de noviembre de 2011. Archivado desde el original el 24 de octubre de 2011. Consultado el 3 de marzo de 2013.
17. 1 2 3  «Shakira : son concert à Paris en DVD le 22 novembre». Charts in France (en francés). 12 de septiembre de 2011. Consultado el 1 de marzo de 2013.
18. ↑  «'Live from Paris', el próximo DVD de Shakira - Generaccion.com». Generaccion.com. 17 de octubre de 2011. Consultado el 3 de marzo de 2013.
19. 1 2  Yuste, Óliver (15 de diciembre de 2011). «Shakira: “Ha sido un año fantástico, un año lleno de cambios, de situaciones y de cosas nuevas en mi vida” | La Huella Digital». La Huella Digital. Madrid, España. Consultado el 6 de marzo de 2013.
20. ↑  «'Shakira, en vivo desde París', el nuevo DVD de la artista - Terra Colombia». Terra Colombia. Terra Networks. 6 de diciembre de 2011. Consultado el 3 de marzo de 2013.
21. ↑  «Shakira - Live From Paris (DVD) at Discogs». Discogs (en inglés). Consultado el 3 de marzo de 2013.
22. ↑  «Shakira - Live From Paris (DVD) at Discogs». Discogs (en inglés). Consultado el 3 de marzo de 2013.
23. 1 2  «La Crónica de Hoy | Preparan lanzamiento de "Shakira, en vivo desde París"». La Crónica de Hoy. La Crónica Diaria. 3 de noviembre de 2011. Archivado desde el original el 18 de febrero de 2013. Consultado el 3 de marzo de 2013.
24. 1 2 3 4 5 6 7 8  Shakira - En vivo desde París (2011) notas, distribuido por Sony Music Entertainment.
25. 1 2  Pareles, Jon (22 de septiembre de 2010). «Music Review - At Madison Square Garden, Shakira Is a Pop Star With a Conscience - NYTimes.com». The New York Times (en inglés). The New York Times Company. Consultado el 3 de marzo de 2013.
26. 1 2  Wood, Mikael (24 de octubre de 2010). «Live review: Shakira at Staples Center - latimes.com». Los Angeles Times (en inglés). Tribune Company. Consultado el 3 de marzo de 2013.
27. ↑  «Shakira Concert Setlist at Palais Omnisports de Paris-Bercy, Paris on June 14, 2011 | setlist.fm» (en inglés). Consultado el 3 de marzo de 2013.
28. ↑  «A Day with Shakira, Live from Paris al cinema». MyMovies.com (en italiano). 17 de noviembre de 2011. Consultado el 4 de marzo de 2013.
29. ↑  «Shakira.com > News > Un Día Con Shakira, en los cines». Página oficial de Shakira. Epic Records. 30 de noviembre de 2011. Consultado el 4 de marzo de 2013.
30. ↑  «A Day With Shakira - Nexo Digital» (en italiano). Archivado desde el original el 16 de octubre de 2013. Consultado el 4 de marzo de 2013.
31. ↑  «Shakira: Colombiana llega al cine». 30 de noviembre de 2011. Archivado desde el original el 4 de marzo de 2016. Consultado el 4 de marzo de 2013.
32. 1 2  «Shakira, en vivo desde París, por Canal TNT | El Universal - Cartagena». El Universal. Cartagena de Indias, Colombia: Periódicos Asociados Latinoamericanos. 2 de diciembre de 2011. Consultado el 4 de marzo de 2013.
33. ↑  «Shakira mueve sus caderas en TNT - En TV - amoelcine.com | Latinoamérica». Amo el cine. 29 de noviembre de 2011. Archivado desde el original el 9 de marzo de 2012. Consultado el 4 de marzo de 2013.
34. ↑  «TNT recibe el Año Nuevo con una maratón de conciertos - Terra México». Terra México. Ciudad de México, México: Terra Networks. 29 de diciembre de 2011. Consultado el 4 de marzo de 2013.
35. 1 2  «CALLE 13, FRANCO DE VITA WITH ALEJANDRA GUZMAN, MANA WITH PRINCE ROYCE, SHAKIRA, SIE7E, AND MARCO ANTONIO SOLIS TO PERFORM ON THE 12TH ANNUAL LATIN RAMMY® AWARDS | LatinGRAMMY.com». Página oficial de los Premios Grammy Latinos (en inglés). 24 de octubre de 2011. Consultado el 4 de marzo de 2013.
36. ↑  «Así fueron los Grammy Latinos del 2011». Evempro. 11 de noviembre de 2011. Consultado el 4 de marzo de 2013.
37. ↑  Redacción elenco (15 de diciembre de 2011). «Shakira: ¡La colombiana más influyente 2011! - Archivo - Archivo Digital de Noticias de Colombia y el Mundo desde 1.990 - eltiempo.com». El Tiempo. Bogotá, Colombia: Casa Editorial El Tiempo. Consultado el 4 de marzo de 2013.
38. ↑  «Video: 'Whenever, Wherever' from new live DVD | Rolling Stone». Rolling Stone (en inglés). Wenner Media LLC. 1 de diciembre de 2011. Archivado desde el original el 10 de abril de 2013. Consultado el 4 de marzo de 2013.
39. ↑  «Shakira.com > News > Antes de la Seis, nuevo sencillo de Sale El Sol». Página oficial de Shakira. Epic Records. 20 de octubre de 2011. Archivado desde el original el 8 de enero de 2014. Consultado el 6 de marzo de 2013.
40. ↑  García Herrero, Patricia (10 de diciembre de 2011). «Premios 40 Principales 2011: Shakira brilla en la alfombra roja con su nuevo look -- Qué.es --». Qué!. Madrid, España: Vocento, Factoría de Información, S.A. Archivado desde el original el 21 de febrero de 2012. Consultado el 6 de marzo de 2013.
41. ↑  «monitorLATINO, Monitoreo de música oficial en México, USA y República Dominicana». Monitor Latino. 18 de diciembre de 2011. Archivado desde el original el 22 de diciembre de 2011. Consultado el 6 de marzo de 2013.
42. ↑  «:: 가온차트와 함께하세요 ::». Gaon Chart (en coreano). 6 de noviembre de 2011. Archivado desde el original el 26 de enero de 2013. Consultado el 6 de marzo de 2013.
43. 1 2 3 4  En vivo desde París en AllMusic. Consultado el 6 de marzo de 2013.
44. ↑  «Shakira conquistó los NRJ Music Awards cantando en francés | RPP NOTICIAS». RPP. Lima, Perú: Grupo RPP. 28 de enero de 2012. Consultado el 6 de marzo de 2013.
45. ↑  «iTunes - Música - Je l'aime à mourir (Studio Version) - Single de Shakira». iTunes España. Apple. Consultado el 6 de marzo de 2013.
46. ↑  «iTunes - Music - Je l'aime à mourir (Studio Version) - Single by Shakira». iTunes Bélgica (en francés). Apple. Archivado desde el original el 7 de octubre de 2013. Consultado el 6 de marzo de 2013.
47. 1 2  Jonathan Hamard (31 de enero de 2012). «Tops : Adele & Shakira mènent la danse». Charts in France (en francés). Consultado el 6 de marzo de 2013.
48. ↑  «Je L'Aime A Mourir: Shakira: Amazon.fr: Musique». Amazon.com (en francés). Amazon. Consultado el 6 de marzo de 2013.
49. ↑  «Shakira.com > News > Premios NRJ: "Je L'Aime à Mourir" (en vivo)». Página oficial de Shakira. Epic Records. 30 de enero de 2012. Archivado desde el original el 23 de marzo de 2012. Consultado el 6 de marzo de 2013.
50. ↑  «ultratop.be - Shakira - Je l'aime à mourir». Hung Medien (en francés y alemán). Consultado el 6 de marzo de 2013.
51. ↑  «ANNEE 2012 - CERTIFICATIONS». SNEP (en francés). 1 de enero de 2013. Archivado desde el original el 7 de agosto de 2014. Consultado el 6 de marzo de 2013.
52. ↑  «The Official Swiss Charts and Music Community». Hung Medien (en inglés). Consultado el 6 de marzo de 2013.
53. 1 2  En vivo desde París en AllMusic. Consultado el 7 de marzo de 2012.
54. 1 2  Quintana, Carlos (5 de diciembre de 2011). «Shakira - "Live From Paris" CD + DVD Review». About.com (en inglés). The New York Times Company. Archivado desde el original el 6 de octubre de 2013. Consultado el 7 de marzo de 2013.
55. 1 2  Markovitz, Adam (10 de enero de 2012). «Live from Paris review - Shakira Review | Music Reviews and News». Entertainment Weekly (en inglés). Time Inc. Archivado desde el original el 14 de octubre de 2013. Consultado el 7 de marzo de 2013. Texto «EW.com» ignorado (ayuda)
56. ↑  Soto Hernández, Jairo (7 de diciembre de 2011). «“En vivo desde París”, Shakira conquista al mundo entero | El Heraldo». El Heraldo. El Heraldo Ltda. Archivado desde el original el 19 de enero de 2012. Consultado el 7 de marzo de 2013.
57. ↑  «Conoce a los nominados al Latin GRAMMY 2012 - Univision Música». Univión. Consultado el 16 de marzo de 2013.
58. ↑  «El Universal - Espectáculos - Lista de ganadores del Grammy Latino 2012». El Universal. 15 de noviembre de 2012. Consultado el 16 de marzo de 2013.
59. 1 2 3  «iTunes - Music - Live from Paris (Deluxe Edition) by Shakira». iTunes (en inglés). Apple. Archivado desde el original el 23 de enero de 2014. Consultado el 1 de marzo de 2013.
60. 1 2 3 4 5  «ultratop.be - Shakira - Live From Paris». Ultratop (en francés). Hung Medien. Consultado el 16 de marzo de 2013.
61. ↑  «TOP 100 ALBUMES». PROMUSICAE. 9 de enero de 2012. Consultado el 16 de marzo de 2013.
62. ↑  «Top-75 Albums Sales Chart». IFPI (en griego). 5 de diciembre de 2011. Archivado desde el original el 15 de diciembre de 2011. Consultado el 16 de marzo de 2013.
63. ↑  «FIMI - Federazione Industria Musicale Italiana - Classifiche». Federación de la Industria Musical Italiana (en italiano). 5 de diciembre de 2011. Archivado desde el original el 1 de junio de 2012. Consultado el 16 de marzo de 2013.
64. ↑  «mexicancharts.com - Shakira - Live From Paris». Top 100 México. Hung Medien. Archivado desde el original el 19 de octubre de 2013. Consultado el 16 de marzo de 2013.
65. ↑  «Austria Top 40 - Top 10 DVD musicales 16.12.2011 - austriancharts.at». Ö3 Austria Top 40 (en alemán). 16 de diciembre de 2011. Consultado el 16 de marzo de 2013.
66. ↑  «Meilleures ventes de DVD Musicaux en France le 30 janvier 2012 (albums de plus de 2 ans)». Charts in France (en francés). 30 de enero de 2012. Consultado el 16 de marzo de 2013.
67. ↑  «Kereső - lista és dátum szerint - Archívum - MAHASZ - Magyar Hangfelvétel-kiadók Szövetsége». Magyar Hanglemezkiadók Szövetsége (en húngaro). 16 de enero de 2012. Consultado el 16 de marzo de 2013.
68. ↑  «dutchcharts.nl - Dutch charts portal». MegaCharts (en holandés). Hung Medien. 17 de diciembre de 2011. Consultado el 16 de marzo de 2013.
69. ↑  «Beyonce i Shakira ozłocone w Polsce - Onet Muzyka» (en polaco). Grupa Onet.pl SA. 5 de diciembre de 2011. Consultado el 16 de marzo de 2013.
70. ↑  «AFP - Associação Fonográfica Portuguesa». Associação Fonográfica Portuguesa (en portugués). 25 de diciembre de 2011. Archivado desde el original el 26 de abril de 2012. Consultado el 16 de marzo de 2013.
71. ↑  «Veckolista DVD Album - Vecka 50, 16 december 2011». Sverigetopplistan (en sueco). Archivado desde el original el 10 de diciembre de 2011.
72. ↑  «2011-12-17 Top 40 Music Video Archive | Official Charts». The Official UK Charts Company (en inglés). 17 de diciembre de 2011. Consultado el 16 de marzo de 2013.
73. ↑  «CAPIF - Representando a la Industria Argentina de la Música». Cámara Argentina de Productores de Fonogramas y Videogramas. 1 de diciembre de 2011. Archivado desde el original el 9 de abril de 2013. Consultado el 16 de marzo de 2013.
74. 1 2  «Los más vendidos del 2011 - AMPROFON» (PDF). AMPROFON. 31 de diciembre de 2011. Archivado desde el original el 31 de enero de 2012. Consultado el 16 de marzo de 2013.
75. ↑  «Classement des 200 premiers Formats Longs Fusionnés par GfK Music» (PDF). SNEP (en francés). 31 de diciembre de 2011. Consultado el 16 de marzo de 2013.
76. ↑  «Snepmusique.com, le site du Snep». Snep (en francés). Archivado desde el original el 6 de octubre de 2013. Consultado el 16 de marzo de 2013.
77. ↑  «ultratop.be - ULTRATOP BELGIAN CHARTS» (en francés). Hung Medien. Consultado el 16 de marzo de 2013.
78. ↑  «ultratop.be - ULTRATOP BELGIAN DVD CHARTS» (en francés). Hung Medien. Consultado el 16 de marzo de 2013.
79. ↑  «Latin Albums | Billboard Chart Archive». Billboard (en inglés). Prometheus Global Media. p. 4. Consultado el 16 de marzo de 2013.
80. ↑  «Latin Pop Albums | Billboard Chart Archive». Billboard (en inglés). Prometheus Global Media. p. 2. Consultado el 16 de marzo de 2013.
81. ↑  «Music Video Sales | Billboard». Billboard (en inglés). Consultado el 16 de marzo de 2013.
82. ↑  «Los Más Vendidos 2012» (PDF). Asociación Mexicana de Productores de Fonogramas y Videogramas. Consultado el 16 de marzo de 2013.
83. ↑  «ANNEE 2012 - CERTIFICATIONS AU 31/10/2012» (PDF) (en francés). 31 de diciembre de 2012. Archivado desde el original el 10 de noviembre de 2012. Consultado el 17 de marzo de 2013.
84. ↑  «Snepmusique.com, le site du Snep» (en francés). Archivado desde el original el 22 de septiembre de 2013. Consultado el 17 de marzo de 2013.
85. ↑  «Listy bestsellerów, wyróżnienia :: Związek Producentów Audio-Video» (en polaco). Archivado desde el original el 21 de septiembre de 2013. Consultado el 17 de marzo de 2013.
86. ↑  En vivo desde París en AllMusic. Consultado el 8 de marzo de 2013.
87. 1 2   Lista de referencias sobre el lanzamiento de En vivo desde París.
  - «Live from Paris: Amazon.de: Musik». Amazon.com (en alemán). Consultado el 17 de marzo de 2013.
  - «Shakira - Live from Paris: Amazon.de: Shakira: Filme & TV». Amazon.com (en alemán). Consultado el 17 de marzo de 2013.
  - «Shakira - Live from Paris [Blu-ray]: Amazon.de: Shakira, Nick Wickham: Filme & TV». Amazon.com (en alemán). Consultado el 17 de marzo de 2013.
  - «Live From Paris: Shakira: Amazon.de: MP3-Downloads». Amazon.com (en alemán). Consultado el 17 de marzo de 2013.
88. ↑  «Amazon.fr : Shakira - Live from Paris». Amazon.com (en francés). Consultado el 17 de marzo de 2013.
89. ↑  «iTunes - Musique - Live from Paris par Shakira». iTunes (en inglés). Archivado desde el original el 8 de abril de 2014. Consultado el 17 de marzo de 2013.
90. ↑  «Shakira: Live From Paris [Blu-ray][Region Free]: Amazon.co.uk: Shakira: Film & TV». Amazon.com (en inglés). Consultado el 17 de marzo de 2013.
91. ↑  «iTunes - Music - Live from Paris by Shakira». iTunes (en inglés). Consultado el 17 de marzo de 2013.
92. ↑  «En Vivo Desde Paris: Amazon.ca: Shakira: DVD». Amazon.com (en inglés). Consultado el 17 de marzo de 2013.
93. ↑  «iTunes - Movies - Shakira: Live from Paris». iTunes (en inglés). Consultado el 17 de marzo de 2013.
94. ↑  «EN VIVO DESDE PARIS (CD + DVD) | Mixup Music Store». MixUp Music Store. Archivado desde el original el 5 de junio de 2012. Consultado el 17 de marzo de 2013.
95. ↑  «COMPRAR EN VIVO DESDE PARIS - Entertainment Store». ProDiscos. Consultado el 17 de marzo de 2013. (enlace roto disponible en Internet Archive; véase el historial, la primera versión y la última).